# Letná

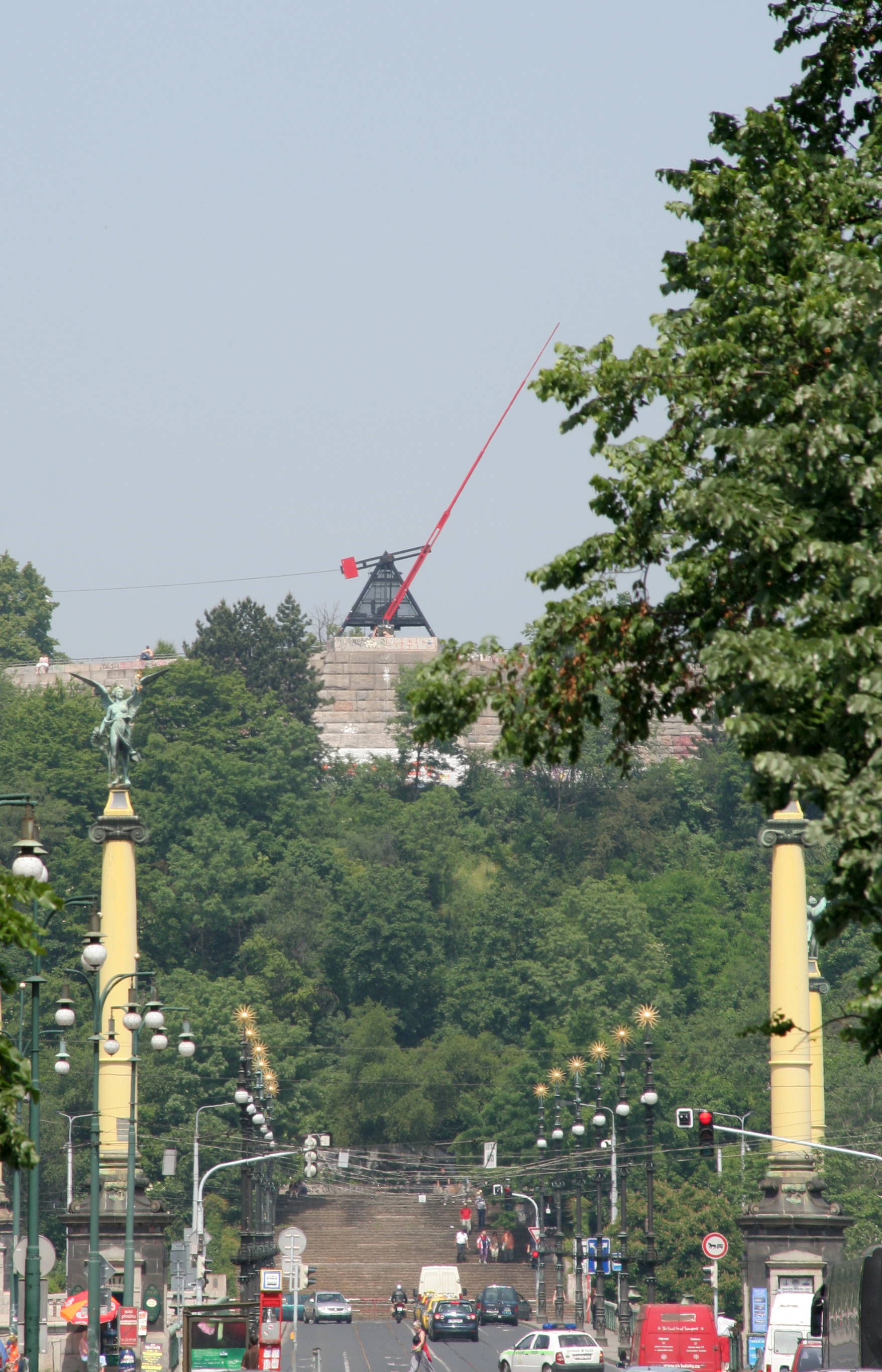
Metronomul Praga din parcul Letná

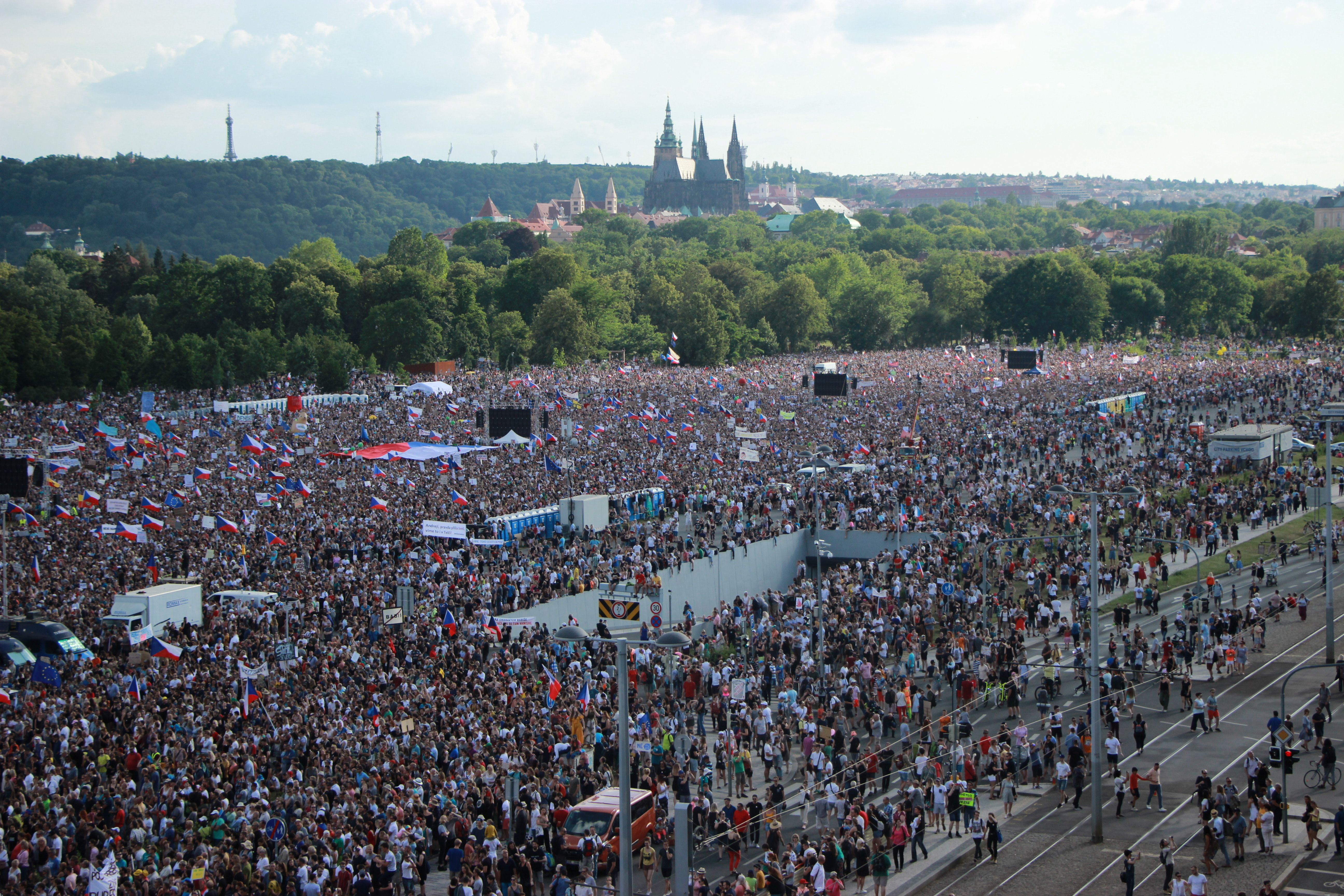
Câmpia Letna.

Letná este un district și un deal cu vedere spre centrul istoric al orașului Praga și spre râul Vltava. Este situat chiar lângă Cetatea din Praga. Se învecinează cu Stromovka⁠(d), cel mai mare parc din Praga. Dealul Letná aparține cartierelor Holešovice⁠(d) și Bubeneč⁠(d) din Praga 7. Letná este adesea enumerat printre cele 9 dealuri originale din Praga.
Este format din Câmpia Letná (Letenská pláň), o câmpie mare și goală, și Parcul Letná (Letenské sady) care este popular pentru plimbările de vară și sporturile informale (cele mai populare sunt patinajul și joggingul). Aici au avut loc mai multe concerte rock, inclusiv ale lui Michael Jackson (1996) și Rolling Stones (2003), ambele cu o audiență de peste 120.000 de persoane. 
Datorită poziției sale, a fost locul unde se afla cea mai mare statuie⁠(d) a lui Stalin din Europa. Statuia a fost dărâmată în anii 1960, iar Metronomul din Praga a fost ridicat în același loc.
Stadionul de fotbal al echipei AC Sparta Praga, Generali Arena⁠(d), se află în apropiere.